# 驶入心途
《驶入心途》（羅馬化：Rak Nai My Ride）改编自Patrick Rangsimant的小说《My Ride, I Love You》，由查温洛·里奇查力安沙功（Fame）、彭沙功·翁皮安（Fluke）领衔主演，于2022年1月27日在GMM 25与WeTV联合播出的泰国浪漫爱情喜剧。剧情主要讲述一名摩托车司机与他的医生乘客从甜蜜和纯真的友谊渐渐发展成爱情的故事。

## 演员阵容
- 查温洛·里奇查力安沙功（Fame） 饰 Tawan
- 彭沙功·翁皮安（Fluke） 饰 Mork
- 普沙努·翁沙瓦尼查功（Yoon） 饰 Toy
- 维拉帕特·尼迈农（Mike） 饰 Kanghan
- 加图蓬·丹古来（Jay） 饰 Danny
- 金纳·披吉·奥帕坤（Mild） 饰 In
- 皮拉维奇·普洛伊南彭（Pee） 饰 Mick
- 帕特·查博里拉（英语：Pat Chatborirak） 饰 Dr. Por

## 劇集迴響

### 泰國電視收視率
- 收視最低的集數以藍色表示，收視最高的集數以紅色表示，而空格則表示該集的收視沒有相關數據。

| 集數 No.   | 播放日期      | 播放時段 (UTC+07:00) | 平均收視率 | 來源   |
| ---------- | ------------- | -------------------- | ---------- | ------ |
| 1          | 2022年1月27日 | 星期四 23:00         | 不適用     | 不適用 |
| 2          | 2022年2月3日  | 星期四 23:00         | 0.098      | [ 2 ]  |
| 3          | 2022年2月10日 | 星期四 23:00         | 0.055      | [ 3 ]  |
| 4          | 2022年2月17日 | 星期四 23:00         | 0.034      | [ 4 ]  |
| 5          | 2022年2月24日 | 星期四 23:00         | 0.042      | [ 5 ]  |
| 6          | 2022年3月3日  | 星期四 23:00         | 0.050      | [ 6 ]  |
| 7          | 2022年3月10日 | 星期四 23:00         | 0.041      | [ 7 ]  |
| 8          | 2022年3月17日 | 星期四 23:00         | 0.065      | [ 8 ]  |
| 9          | 2022年3月24日 | 星期四 23:00         | 0.158      | [ 9 ]  |
| 10         | 2022年3月31日 | 星期四 23:00         | 0.085      | [ 10 ] |
| 平均收視率 | 平均收視率    | 平均收視率           | 0.070      | 1      |

^1  基於每集的平均觀眾份額。